# Смјадово
Смјадово (буг. Смядово) град је у Републици Бугарској, у источном делу земље, седиште истоимене општине Смјадово у оквиру Шуменске области.

## Географија
Положај: Смјадово се налази у источном делу Бугарске. Од престонице Софије град је удаљен 410 km источно, а од обласног средишта, Шумена град је удаљен 30 km јужно.
Рељеф: Област Смјадова се налази у области побрђа, која чине претходницу Старе Планине (тзв. Предбалкан), на приближно 100 m надморске висине. Град је смештен на валовитом подручју.
Клима: Клима у Смјадову је континентална.
Воде: У близини Смјадова протиче река Голема Камчија, као и више мањих водотока.

## Историја
Област Смјадова је првобитно било насељено Трачанима, а после њих овом облашћу владају стари Рим и Византија. Јужни Словени ово подручје насељавају у 7. веку. Од 9. века до 1373. године област је била у саставу средњовековне Бугарске.
Крајем 14. века област Смјадова је пала под власт Османлија, који владају облашћу 5 векова.
Године 1878. град је постао део савремене бугарске државе. Насеље постоје убрзо средиште окупљања за села у околини, са више јавних установа и трговиштем.

## Становништво
| 1965. | 1975. | 1985. | 1992. | 2001. |
| ----- | ----- | ----- | ----- | ----- |
| 5,342 | 5,013 | 5,304 | 5,043 | 4,430 |

По проценама из 2010. године Смјадово је имало око 4.200 становника. Већина градског становништва су етнички Бугари. Остатак су махом Роми. Последњих деценија град губи становништво због удаљености од главних токова развоја у земљи.
Претежан вероисповест месног становништва је православље, а мањинска ислам.